# Leopolds Skalar
Leopolds Skalar, Pterophyllum leopoldi (Gosse, 1963), auch Leopolds Segelflosser oder Spitzkopf-Segelflosser genannt, ist ein Buntbarsch aus dem tropischen Südamerika und die kleinste der zurzeit anerkannten drei Segelflosserarten.

## Systematik
Der belgische Zoologe Gosse beschrieb diesen Buntbarsch als Plataxoides leopoldi. Er war der irrigen Auffassung, der Gattungsname Pterophyllum sei bereits seit 1825 durch Kirby an eine Geradflüglergattung vergeben. Der amerikanische Ichthyologe Leonard P. Schultz teilte Gosses Meinung und zog die Buntbarschgattung Pterophyllum im Rahmen einer Revision zugunsten von Plataxoides Castelnau 1855 ein. Tatsächlich wird die betreffende Laubheuschreckengattung jedoch Pterophylla geschrieben, so dass Pterophyllum Heckel 1840 der nach dem Prioritätsprinzip gültige Gattungsname bleibt.
Der Fundort des Holotypus liegt im Mündungsgebiet des Rio Solimões, etwa 90 Kilometer oberhalb von Manacapuru.
Der Gattungsname ist eine Zusammensetzung aus pteron „Flosse, Flügel, Segel“ und phyllum „Blatt“. Der Artname ist eine Dedikation zu Ehren des belgischen Königs Leopold III., der das Typusexemplar gesammelt hatte.
Zu Leopolds Segelflosser bestehen keine Synonymbeschreibungen. Bei dem verschiedentlich als Synonym angegebenen Pterophyllum dumerilli (Castelnau, 1855) handelt es sich eindeutig um einen Pterophyllum scalare aus Párá (Belém).
Die Lebensräume des Hohen Segelflossers (Pterophyllum altum) und des Segelflossers (Pterophyllum scalare) sind geografisch voneinander getrennt. Ein sympatrisches Vorkommen ist ausgeschlossen. Trotzdem bestehen zwischen beiden Arten viele Übergangsformen und morphologische Gemeinsamkeiten, die eine so enge Verwandtschaft dokumentieren, dass es leicht fällt, beide als Unterarten einer einzigen Art zusammenzufassen. Mit Leopold Segelflosser verhält es sich genau umgekehrt. Sein Verbreitungsgebiet liegt überwiegend in dem von Pterophyllum scalare, aber beide Arten lassen sich allein mit konservativen taxonomischen Methoden sehr gut trennen. Paepke weist in diesem Zusammenhang auf die sehr inkonstanten Verhältnisse in dem sich durch Hochwasser und Tiefstände ständig verändernden Lebensraum Amazonien hin, wodurch Habitate verschoben und Populationen verstreut und vermischt werden.

## Merkmale
Über die in der Natur erreichte Körpergröße liegen keine sicheren Angaben vor. Die Art bleibt aber deutlich kleiner als Pterophyllum scalare und unterscheidet sich von dieser Art und von Pterophyllum altum außerdem durch die im Verhältnis zur Länge nicht so hohe Körperscheibe, den spitz endenden Kopf ohne sattelartige Einkerbung und das dadurch gerade bis gerundete Stirnprofil. Spezifisch ist ein unter dem Ansatz der weichen Rückenflossenstrahlen im vierten Vertikalband liegender dunkelbrauner bis schwarzer Fleck. Leopolds Segelflosser verfügt darüber hinaus über die größten Flankenschuppen (26 bis 30) und gegenüber den beiden anderen Arten über die niedrigsten Flossenzählwerte.
- Flossenformel: Dorsale XI–XIII/18–24, Anale VI/19–28.

## Ökologie
Leopolds Segelflosser ist vom Rio Solimões im Amazonenstromgebiet bis an die Atlantikküste verbreitet. Weitere Vorkommen bestehen im Einzug des Essequibo (Guyana). Exakte Angaben über die Verhältnisse in den bisherigen Fundorten liegen nicht vor.
Auch Leopolds Segelflosser lebt in kleinen Sozialverbänden, aus denen sich zur Fortpflanzungszeit Paare lösen. Es handelt sich um einen an senkrechtem Substrat laichenden Offenbrüter, der seine Nachkommen als Elternfamilie betreut.

## Bedeutung für den Menschen
Leopolds Segelflosser ist ein bei Spezialisten begehrter Aquarienfisch, der selten, aber regelmäßig als Wildfang gehandelt und nur von wenigen Liebhabern gezüchtet wird. Im Gegensatz zu Pterophyllum scalare (sensu lato) gibt es keine Zuchtformen.